# Lago de Yojoa
Lago de Yojoa är en sjö i Honduras. Den ligger i den västra delen av landet, 120 km nordväst om huvudstaden Tegucigalpa. Lago de Yojoa ligger 638 meter över havet. Arean är 79 kvadratkilometer. Den sträcker sig 15,8 kilometer i nord-sydlig riktning, och 10,3 kilometer i öst-västlig riktning.
Följande samhällen ligger vid Lago de Yojoa:
- Los Naranjos (1 684 invånare)
- El Tigre (1 435 invånare)
- La Guama (1 242 invånare)
- Agua Azul (1 079 invånare)
- Agua Azul Rancho (1 043 invånare)
- El Edén (954 invånare)